# Флауер Маунд (Тексас)
Флауер Маунд (енгл. Flower Mound) град је у америчкој савезној држави Тексас. По попису становништва из 2010. у њему је живело 64.669 становника.

## Демографија
Према попису становништва из 2010. у граду је живело 64.669 становника, што је 13.967 (27,5%) становника више него 2000. године.
| Група             | 2000.          | 2010.          |
| Белци             | 44.055 (86,9%) | 50.270 (77,7%) |
| Афроамериканци    | 1.482 (2,9%)   | 2.061 (3,2%)   |
| Азијати           | 1.547 (3,1%)   | 5.540 (8,6%)   |
| Хиспаноамериканци | 2.855 (5,6%)   | 5.433 (8,4%)   |
| Укупно            | 50.702         | 64.669         |